# Bernard Schutz
Bernard Frederick Schutz (Paterson, 11 de agosto de 1946) é um físico estadunidense. Trabalha com física gravitacional.
É diretor do Instituto Max Planck de Física Gravitacional em Potsdam. É um pioneiro da astrofísica de ondas gravitacionais, tópico de seu trabalha desde o fim da década de 1960 no Instituto de Tecnologia da Califórnia.

## Obras
- Geometrical methods of mathematical physics, Cambridge University Press, 1980
- A first course in general relativity, Cambridge University Press, 1985, 2. Auflage 2009
- Gravity from the ground up, Cambridge University Press, 2003